# 可可棕櫚度假酒店
可可棕櫚度假酒店（英語：Coco Palms Resort）是位於美國夏威夷考艾島的度假酒店。由埃爾維斯·皮禮士利主演的電影《藍色夏威夷》曾到此取景拍攝。該酒店於1992年因受颶風伊尼基破壞而關閉；至超過20年後才有計劃重建，並預計於2017年重開。